# Sam Manuard
Samuel Manuard, dit Sam Manuard, est un architecte naval et skipper français.

## Biographie
Sam Manuard vient d’une famille où son père et son grand-père ont tous deux construit eux-mêmes des bateaux ; il commence pour sa part avec la construction d’un Mini 6.50 avec lequel il participe à la Mini Transat en 2001. Lors de l’édition 2003, trois des prototypes engagés sont issus de ses plans.
Ingénieur géophysicien de formation, il se forme à l’architecture navale au fur et à mesure de ses constructions et de ses navigations sur des embarcations de gabarits très variés.
Dans le domaine de la course au large, Manuard dessine notamment des IMOCA : pour Armel Tripon (L'Occitane en Provence) pour le Vendée Globe 2020-2021, puis pour Phil Sharp, Jérémie Beyou (Charal II) et Samantha Davies (Initiatives-Cœur 4) pour le Vendée Globe 2024-2025 . Ses plans sont caractérisés par l’utilisation d’étraves de type scow et donnent des bateaux jugés stables et relativement faciles à manier.
Il travaille indifféremment avec des chantiers, des skippers ou des particuliers ; il dessine par exemple la version 2022 du First 36, puis la version 2025 du First 30 pour Bénéteau,, ou encore le Pogo RC, la proposition de Pogo Structures pour la jauge IRC.
En 2023, il fait partie de l’équipe Alinghi-Red Bull Racing pour la Coupe de l'America.